# Distrito de Brodnica
Brodnica (polaco: powiat brodnicki) es un distrito (powiat) del voivodato de Cuyavia y Pomerania (Polonia). Fue constituido el 1 de enero de 1999 como resultado de la reforma del gobierno local de Polonia aprobada el año anterior. Limita con otros siete distritos: al norte con Nowe Miasto, al este con Działdowo y Żuromin, al sur con Rypin, al suroeste con Golub-Dobrzyń y al oeste con Wąbrzeźno y Grudziądz; y está dividido en diez municipios (gmina): uno urbano (Brodnica), dos urbano-rurales (Górzno y Jabłonowo Pomorskie) y siete rurales (Bartniczka, Bobrowo, Brodnica, Brzozie, Osiek, Świedziebnia y Zbiczno). En 2011, según la Oficina Central de Estadística polaca, el distrito tenía una superficie de 1039,97 km² y una población de 75 831 habitantes.